# Wu Fang-Hsien
Wu Fang-Hsien (kinesisk: 吳芳嫺; født 15. juli 1999 i Taipei, Taiwan) er en kvindelig professionel tennisspiller fra Taiwan.